# Caja de mecanismo
Una caja de mecanismo, caja de dispositivo, empotrable, caja empotrable, patresa o pattress (en inglés) es el contenedor que se encuentra detrás de los accesorios eléctricos, también denominados mecanismos eléctricos, como las bases de enchufes y los interruptores de luz. Las patresas pueden estar diseñadas para superficie (con el cableado recorriendo la superficie de la pared) o para empotrar en la pared o zócalo. Algunos electricistas utilizan el término "caja patresa" para describir una caja para montaje en superficie, aunque el término "patresa" es suficiente. El término "caja de lavado" se utiliza para una caja de montaje que va dentro de la pared, aunque algunos utilizan el término "caja de pared". Cajas para instalación dentro de las paredes de madera / cartón yeso (pladur) se llaman "cajas de cavidades" o "cajas de cartón yeso". 
El término "patresa" rara vez se ve en los Estados Unidos o Canadá, donde el equivalente es caja de dispositivo o caja de interruptores .
Una patresa puede estar hecha de metal o de plástico. En el Reino Unido, a menudo las cajas de montaje en superficie se hacen de resina de urea-formaldehído, o, alternativamente, PVC, y en general son blancas. Las cajas de pared se hacen comúnmente de metal galvanizado fino. Una caja patresa tiene dimensiones estándar y puede contener bujes incrustados (en posiciones estándar) para fijar dispositivos de cableado (interruptores y tomas de enchufes). 
Las propias cajas patresas no incluyen las correspondientes bases del enchufe.
Los cables pueden unirse dentro de las cajas patresas (colocadas en puntos adecuados del cableado). Pero el propósito principal de éstas es dar cabida a interruptores y bases de enchufes. Permiten que interruptores y enchufes puedan empotrarse en la pared para una mejor apariencia. Los contenedores destinados a la unión de cables se llaman cajas de conexiones.

## Galería de imágenes

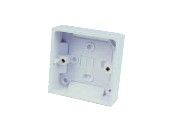
Caja patresa simple (1 mara) de superficie plástica blanca (patrón del Reino Unido)
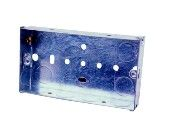
Una caja de pared doble  (2 maras) de metal de pared, para uso en sub-superficie (Patrón del RU)
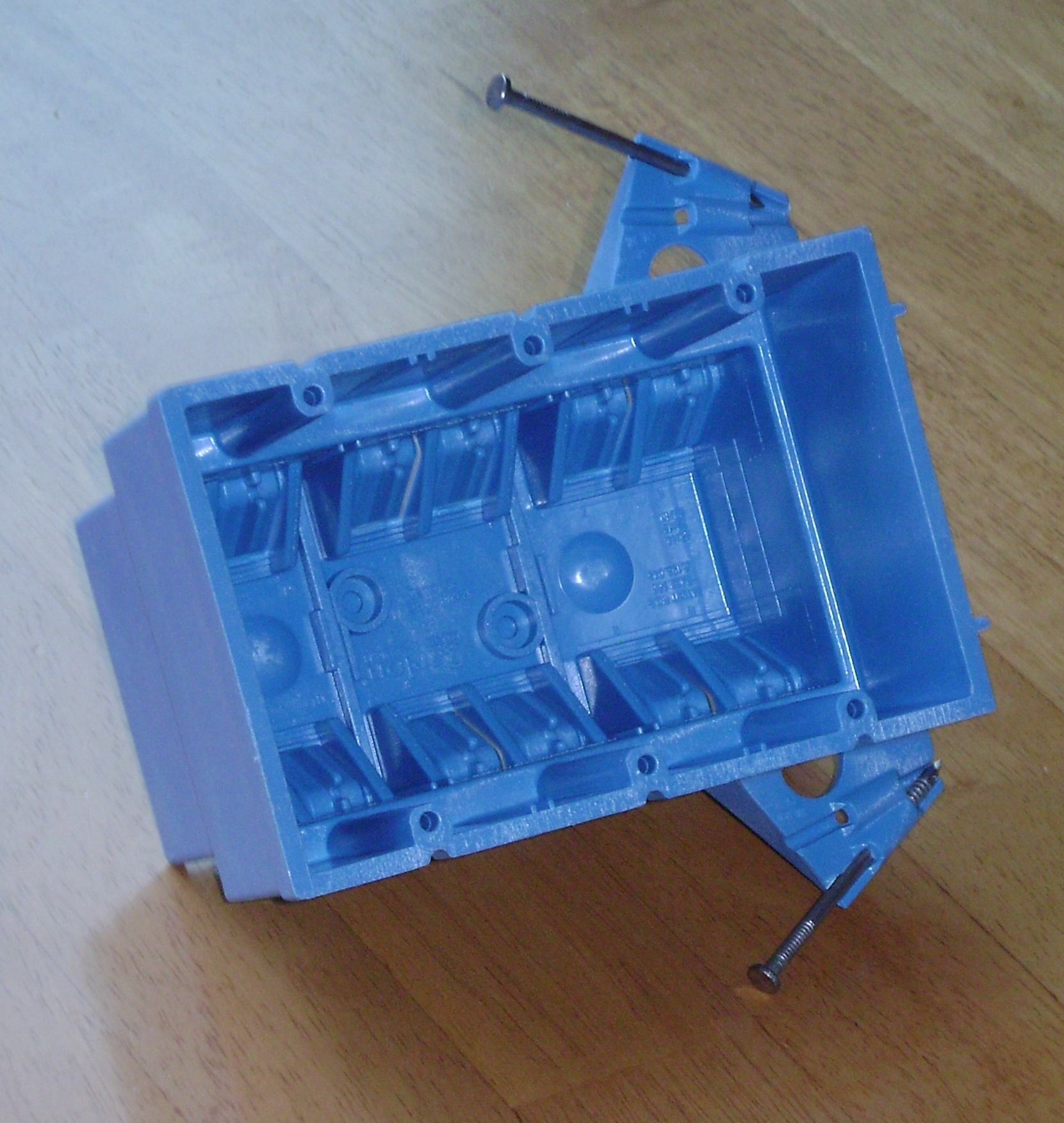
Una patresa/caja de pared de estilo estadounidense con espacio para tres interruptores de luz. Esta caja puede también ser clavada a los lados a una viga de madera.
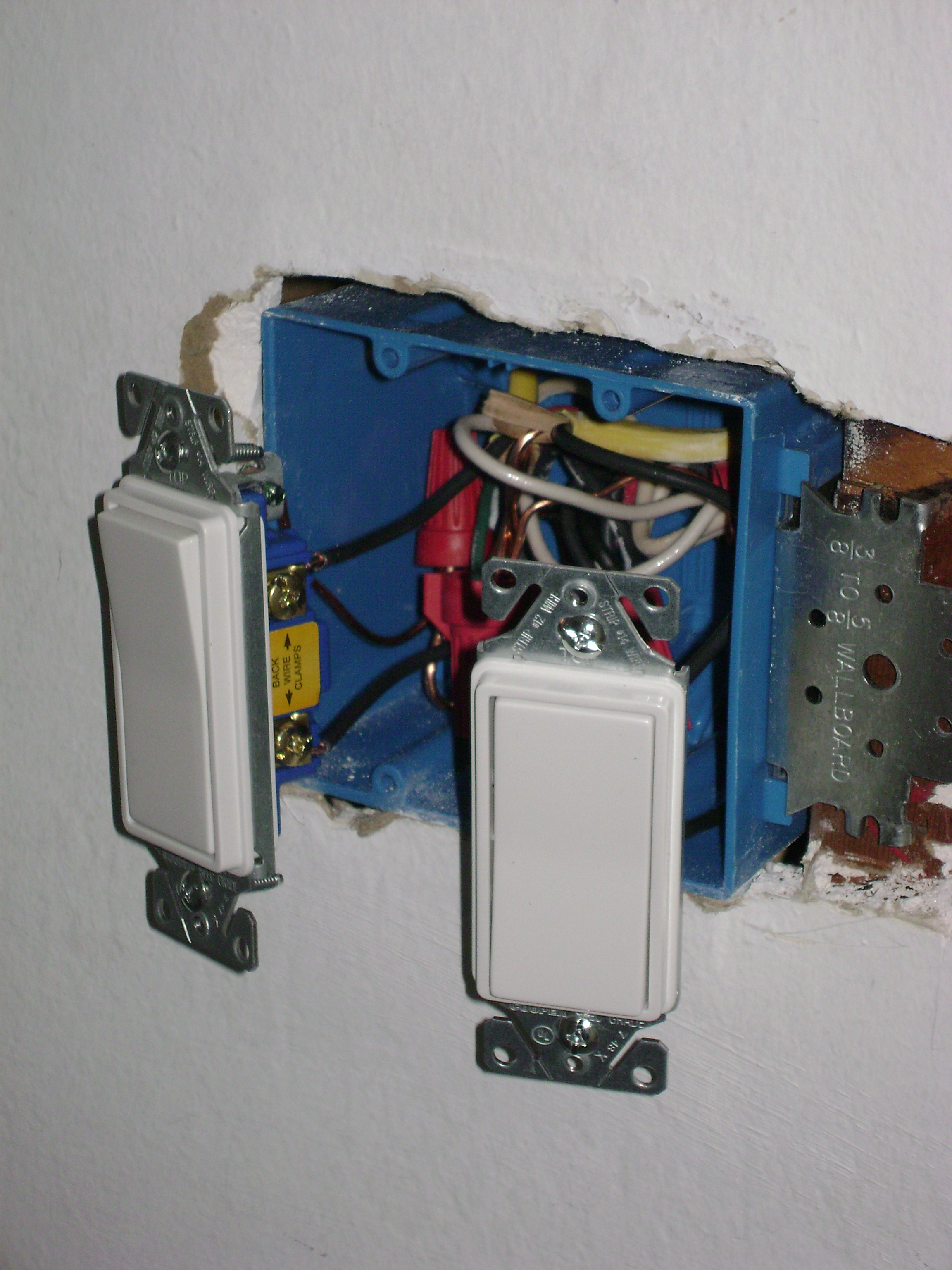
Una patresa/caja de pared de estilo estadounidense (en azul) tras dos interruptores de luz. No se muestran: las tapas.